# Low (гурт)
Low — американський інді-рок гурт з міста Дулут (Міннесота), заснований у 1993 році Аланом Спархоком (гітара та вокал) і Мімі Паркер (ударні та вокал). З 1993 по 2020 рік гурт був тріо, в якому грали чотири різні басисти. Після смерті Паркер у 2022 році Спархок розпустив гурт.
Музика Low характеризувалася повільним темпом і мінімалістичним аранжуванням. У ранніх описах стиль гурту іноді відносили до піджанру рок-музики під назвою «слоукор», а Low часто порівнювали з гуртом Bedhead, який грав у цьому стилі на початку 1990-х років. Однак учасники Low зрештою не схвалювали цей термін.
Вокальні гармонії Паркер і Спархока представляли, мабуть, найхарактерніший елемент гурту; критик Деніз Салліван писав, що їхній спільний вокал «такий же холодний, як і все, над чим коли-небудь змовлялися Ґрем [Парсонс] і Еммілу [Гарріс] — хоча це не означає, що він у стилі кантрі, просто від щирого серця». Стиль Low з часом ставав все експериментальнішим, поступово включаючи в себе елементи електроніки і глітчу на пізніх релізах, зберігаючи при цьому мінімалістичний підхід.

## Історія

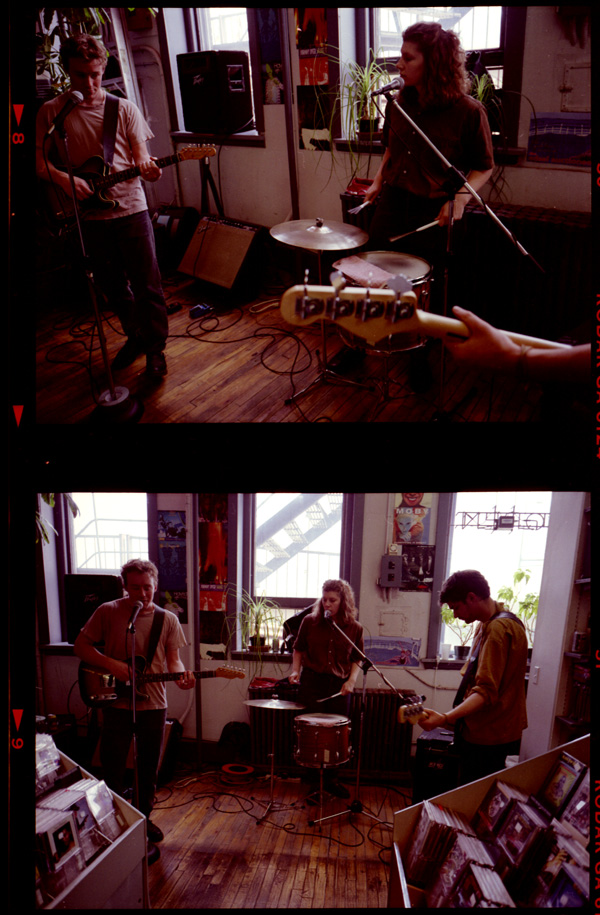
Low у Дулуті

Гурт утворився на початку 1993 року. До цього Спархок грав у гурті Zen Identity з міста Супіріор (Вісконсин), ядро якого складали барабанщик Робб Беррі та вокаліст Білл Волтон. Гурт потребував нового басиста, і вони взяли на роботу майбутнього басиста Low Джона Ніколса. На той час Ніколс був старшокласником старшої школи Superior Senior High School і басистом гурту Lorenzo's Tractor. Спархок навчав Ніколса пісням Zen Identity, і під час репетицій вони почали імпровізувати з дуже скромними, тихими темами. Жартома вони поцікавилися, що станеться, якщо вони зіграють таку тиху музику перед натовпом Дулута, який на той момент зосередився на гучному, ґранджевому, «пост-панковому» звучанні. Незабаром жарт перетворився на серйозні плани. Спархок покинув Zen Identity, які продовжували виступати і записуватись без нього, і вони з Ніколсом найняли дружину Спархока Мімі Паркер грати на дуже скромній ударній установці, що складалася з одного малого барабана, однієї тарілки і одного підлогового тома. Вона повинна була використовувати майже виключно щітки, а не барабанні палички. Спархок розповідав, що свої перші два концерти вони відіграли у 1993 році в RecyclaBell у Дулуті.
Дебютний альбом Low, I Could Live in Hope, вийшов на лейблі Virgin Records Vernon Yard у 1994 році. На ньому Ніколс грав на бас-гітарі, але його замінив Зак Саллі, який приєднався до гурту під час запису наступного альбому Long Division. І I Could Live in Hope, і Long Division були спродюсовані і записані Крамером. Long Division і схожий на нього наступний альбом, The Curtain Hits the Cast 1996 року, зробили гурт улюбленцями критиків, а численні гастролі допомогли їм сформувати віддану фан-базу. «Over the Ocean», сингл з альбому «The Curtain Hits the Cast», також став хітом на студентському радіо.
До моменту виходу свого наступного повноформатного альбому, Secret Name 1999 року, Low перейшли на незалежний лейбл Kranky. У проміжку між цим вони випустили кілька синглів та міні-альбомів. 1999 року Low об'єднали зусилля з гуртом Dirty Three, щоб записати сесію In The Fishtank для лейблу Konkurrent records. Allmusic назвали цей шестипісенний диск «одним з найкращих матеріалів, створених кожним з них». Особливої уваги заслуговує довгий кавер на пісню Ніла Янга «Down by the River». 2001 року вийшов альбом Things We Lost in the Fire.
Наступного року вийшов останній повноформатник гурту на лейблі Kranky, Trust. Всі три повноформатні релізи гурту на лейблі Kranky були записані суперзірковими продюсерами: Secret Name і Things We Lost in the Fire — робота звукорежисера Стіва Албіні, який виявився чуйним до сильних сторін гурту, а Trust був записаний Томом Герберсом разом з інженером з Дулута Еріком Свонсоном і зведений Чадом Блейком на студії Real World Studios Пітера Ґебріела.
У квітні 2003 року Пітер С. Шолтес з тижневика City Pages, що виходив у містах-побратимах, написав у своєму блозі, що Зак Саллі покинув Low. Наступного місяця гурт розмістив оновлення цієї новини на своєму сайті: «Нещодавно нам усім довелося розібратися з деякими особистими проблемами… Після того, як ми розібралися з цим, хороша новина полягає в тому, що Зак залишається в групі…» У липні 2003 року вони вирушили у турне Європою разом із Radiohead. Після успішного туру на початку 2004 року, який яскраво продемонстрував відданість гурту своїм шанувальникам (Паркер була помітно вагітною протягом усього туру), гурт заявив про свій намір продовжувати займатися музикою, підписавши контракт з потужним інді-лейблом Sub Pop. Щоб завершити цей період, Low випустили тридискову збірку раритетів на власному лейблі Chairkickers у 2004 році.
Починаючи з Secret Name, гурт урізноманітнив своє звучання. Гурт використовував тонкі штрихи електронної музики, щоб підсилити своє звучання, що відображає їхню роботу з Kranky та їхній вплив на пост-рок сцену Середнього Заходу. Додавши до своєї естетики відвертіший рок-елемент, гурт почав використовувати фузз-бас, починаючи з альбому Things We Lost In the Fire, і почав використовувати дисторшн соло-гітару на альбомі Trust. Альбом 2005 року, The Great Destroyer, ще більше наближає гурт до року. Записаний з продюсером Дейвом Фрідманом і вийшов на лейблі Sub Pop у січні 2005 року, The Great Destroyer отримав переважно позитивні відгуки; The Village Voice описав альбом як «порівняно громоподібний запал».
Low скасували другу частину свого великого турне на підтримку альбому The Great Destroyer наприкінці весни 2005 року. Спархок опублікував на сайті гурту заяву, адресовану безпосередньо шанувальникам, в якій детально описав свої особисті проблеми з депресією, що призвели до скасування туру. У серпні 2005 року Спархок оголосив про своє повернення до виступів, розпочавши турне по США з колишнім фронтменом Red House Painters Марком Козелеком. У жовтні 2005 року Саллі оголосив, що залишає гурт. Low замінили Саллі на Метта Лівінгстона, басиста і саксофоніста з музичної сцени Дулута. Окрім гри на бас-гітарі, Лівінгстон також грав у гурті на антикварному помповому органі військово-морського капелана.

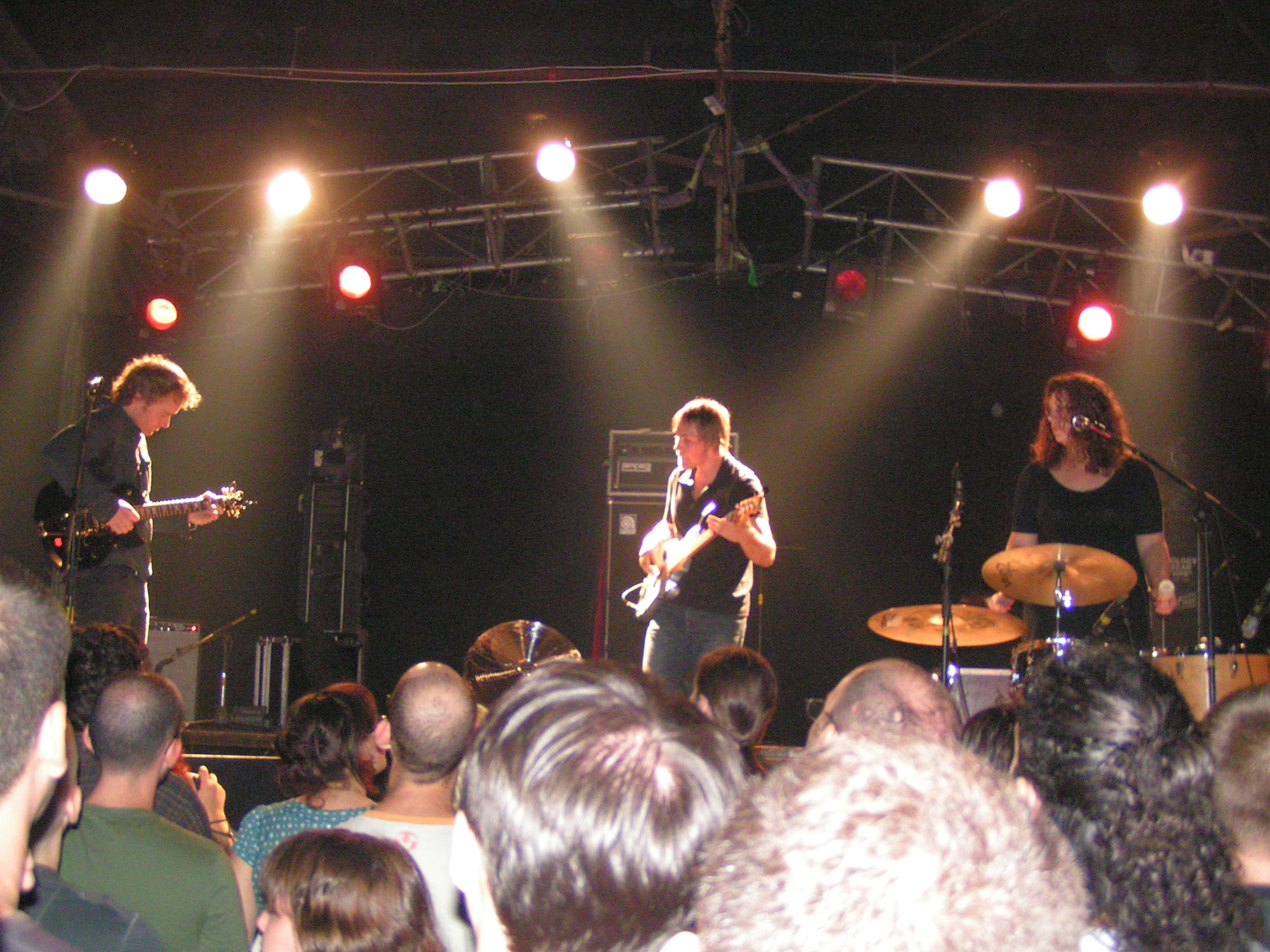
Low виступає у Barby club, Тель-Авів, Ізраїль, 11 вересня, 2008

Після запису альбому Drums and Guns 2007 року та гастролей з гуртом, Метт Лівінгстон покинув Low у 2008 році, і його замінив Стів Гаррінгтон. Гаррінгтон виступав з гуртом протягом наступних 12 років і записав чотири студійні альбоми: C'mon (2011), The Invisible Way (2013), Ones and Sixes (2015) і Double Negative (2018).
Спархок і Паркер записали гостьовий вокал на «Lunacy», відкриваючому треку альбому гурту Swans 2012 року The Seer.
У червні 2021 року гурт оголосив про майбутній реліз на лейблі Sub Pop під назвою Hey What. Альбом вийшов 10 вересня. Разом з анонсом альбому з'явилася новина про те, що Гаррінгтон покинув гурт за рік до цього, перетворивши Low на офіційний дует уперше в їхній кар'єрі. Незабаром було оголошено, що гурт найняв басистку Чарлі Парра Ліз Дрейпер для підтримки Hey What на гастролях.
Наприкінці 2020 року у Паркер діагностували рак яєчника; вона почала лікування у 2021 році і публічно розкрила діагноз під час інтерв'ю в подкасті у січні 2022 року. У серпні 2022 року гурт скасував кілька європейських концертів, щоб пристосуватися до лікування Паркер. У вересні гурт скасував концерти на розігріві Death Cab for Cutie у США. У жовтні гурт скасував решту дат європейського туру 2022 року через постійні занепокоєння щодо стану здоров'я Паркер. 5 листопада 2022 року Паркер померла.
Після смерті Паркер Спархук зосередив свою музичну увагу на новому проєкті під назвою Damien, в якому взяв участь їхній син Сайрус на бас-гітарі, автор пісень Марк Гартман на вокалі та барабанщик Оуен Махон. Сформований наприкінці 2021 року, ще до смерті Паркер, дебютний альбом гурту, The Boy Who Drew Cats, вийшов у травні 2023 року. Після виходу альбому Спархок зазначив «Я вчуся нічому не дивуватися. Відбувається дивний процес, і я маю допустити, що не маю жодного уявлення про те, ким я буду до кінця цього». У червні 2023 року Спархок підтвердив через Twitter, що Low закінчився зі смертю Паркер. "Low є і була Мімі, — написав він. «Це було дивовижно. Я вдячний».

## Виступи

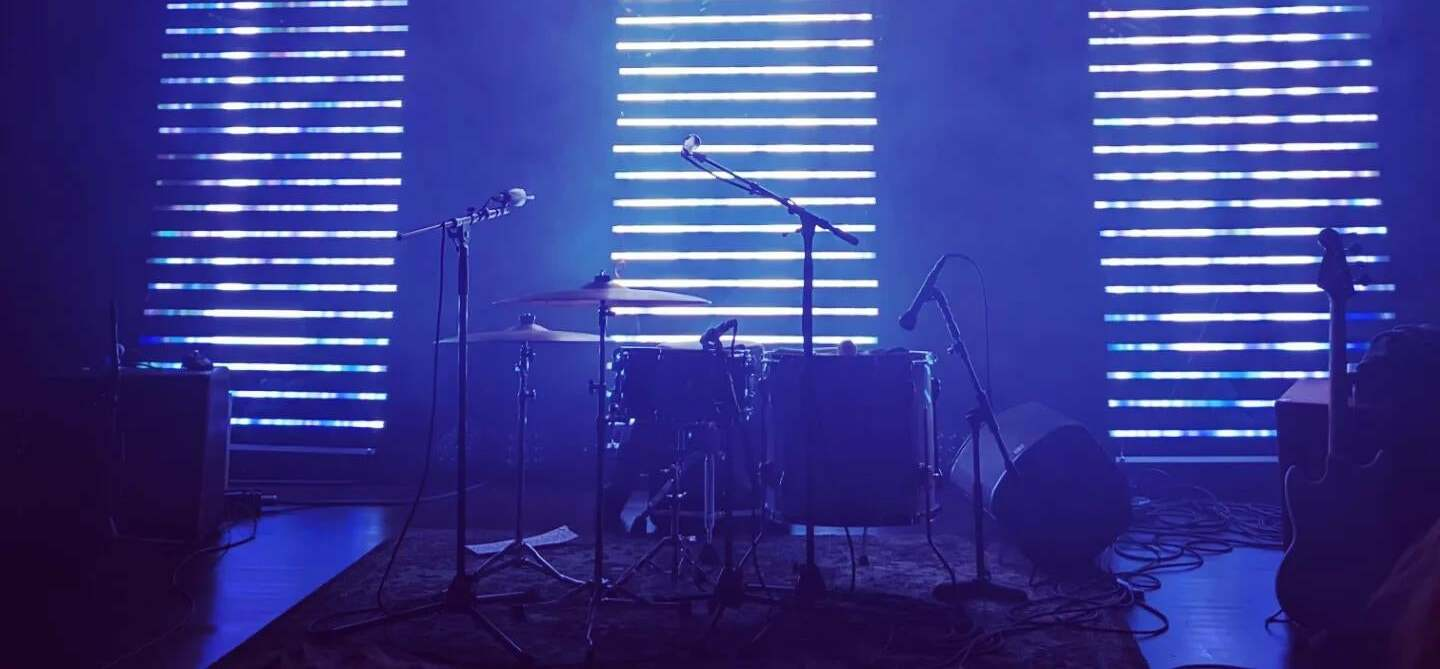
Визначальною рисою звучання Low протягом 30 років була мінімалістична барабанна установка, яку використовувала Мімі Паркер, що стояла в центрі сцени між своїм чоловіком, гітаристом і вокалістом Аланом Спархоком, і басистами, які були у них протягом багатьох років.

Low відомі своїми живими виступами. Публіка рок-клубів іноді спостерігала за гуртом, сидячи на підлозі. На початку своєї кар'єри гурт часто стикався з несимпатичною та неуважною публікою в барах і клубах, на що вони реагували, порушуючи рок-протокол і зменшуючи гучність. Динамічний діапазон їхньої ранньої музики робив її сприйнятливою до фонового шуму і розмов, оскільки багато їхніх пісень були дуже тихими. Виступ у 1996 році на фестивалі South by Southwest був ускладнений тим, що внизу виступав скандинавський хардкор-гурт. Альбом Trust став поворотним моментом, і музика Low набула виразнішого звучання.
На їхніх концертах часто звучали кардинально переосмислені кавер-версії відомих пісень Joy Division і The Smiths, а також їхній власний оригінальний матеріал. Під час виступів Low демонстрували почуття гумору, якого не завжди можна знайти в їхніх записах; під час туру на початку 2004 року вони виконали кавер-версію хіта OutKast «Hey Ya!». На концерті в Лос-Анджелесі на Гелловін 1998 року гурт вийшов на сцену як триб'ют The Misfits, розмалювавшись корпспейнтом і одягнувшись у чорний одяг.
У 2008 році на фестивалі End of the Road у англійському Дорсеті, Спархок раптово закінчив виступ гурту, вирвавши струни зі своєї гітари, кинувши її на землю, а потім жбурнув у натовп перед тим, як зійти зі сцени. Раніше він повідомив глядачам, що це був «паскудний день». 2010 року вони виконали The Great Destroyer на фестивалі Primavera Sound Festival. У п'ятницю 13 липня 2012 року Low дали концерт при свічках у Halifax Minster.

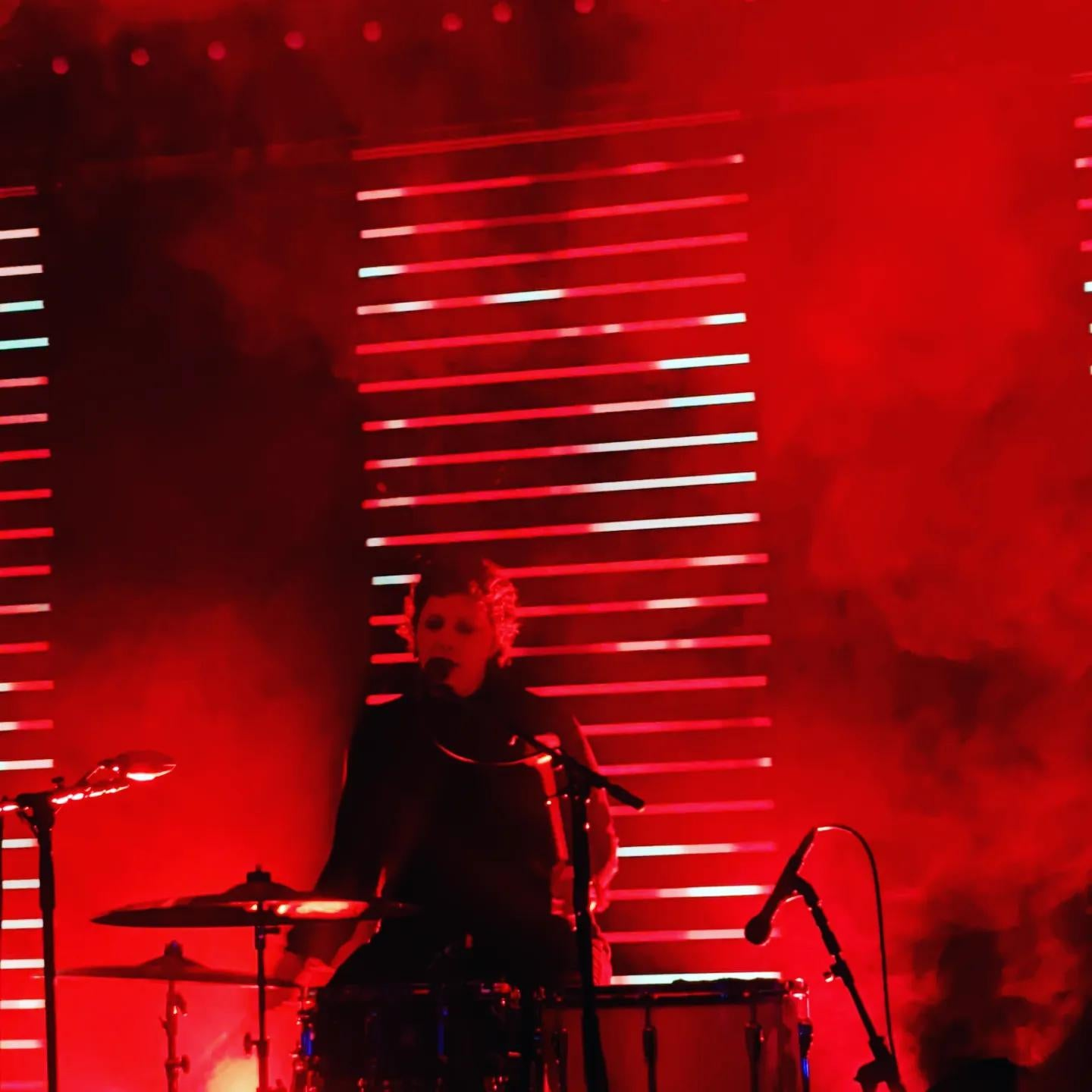
Засновниця гурту Мімі Паркер під час свого останнього туру з Low перед смертю у 2022 році

Виступ Low на концерті Rock the Garden у 2013 році складався з уповільненої та подовженої версії їхньої дрон-рок-пісні «Do You Know How to Waltz?», після чого Алан сказав: «Дрон, не дрони́», посилаючись на наклейку проти дронів, зроблену Люком Хейкеном з Міннеаполіса; виступ призвів до масового замішання аудиторії та суперечливої дискусії в Інтернеті. Виступ тривав півгодини і транслювався в прямому ефірі радіостанції Current, яка саме грала уривки з їхнього останнього альбому. На початку року Low відіграли традиційніше шоу для Current у театрі Fitzgerald.
4 вересня 2022 року, на останньому в історії гурту виступі, Low вийшли на сцену на фестивалі Water Is Life у Дулуті.

## Комерційний успіх
На початку своєї кар'єри гурт мав обмежену популярність у мейнстрімі. Їхньою найвідомішою піснею є, мабуть, гімн «The Little Drummer Boy», який з'явився в телевізійній рекламі Gap, що зображала гру в сніжки в уповільненому темпі, щоб відповідати крижаному темпу пісні.
Починаючи з альбому Things We Lost in the Fire (2001), альбоми Low почали з'являтися в чартах продажів в Європі, а потім поступово і в Сполучених Штатах. Ремікс на їхню пісню «Halflight» був використаний у фільмі The Mothman Prophecies у 2002 році. Гурт дебютував на мережевому телебаченні у 2005 році, виконавши сингл «California» в епізоді Last Call with Carson Daly. 11 червня 2007 року веб-аніматор Скотт Бейтман, оголосив, що його відео на пісню Low Hatchet (Optimimi version) буде одним з попередніх завантажень на новому Zune. Також у 2007 році вони записали пісню «Family Tree», яка увійшла в епізод «Careful» дитячого шоу Ніка-молодшого Yo Gabba Gabba!
24 березня 2008 року їхня пісня «Point of Disgust» прозвучала у британському телевізійному шоу Скінс, що спричинило стрімкий ріст продажів скачувань з iTunes. Інша їхня пісня, «Sunflower», прозвучала в наступному епізоді (епізод 9), а «Breaker» — в одному з наступних епізодів. Як повідомив музичний супервайзер Скінс у розділі «Трек-лист епізодів» на офіційному сайті шоу: «Можливо, ви вже здогадалися, що ми всі в офісі „Скінів“ є досить великими фанатами Low […]».
У фільмі 2008 року KillShot з Мікі Рурком і Даян Лейн у головних ролях звучить пісня «Monkey» на початку фільму. У документальному фільмі 2003 року Tarnation Джонатана Кауетта звучать треки Low «Laser Beam», «Embrace» і «Back Home Again», а також композиції таких виконавців, як Red House Painters і The Magnetic Fields. «Laser Beam» також увійшла до 4 серії 2 сезону серіалу Покидьки. Про Low був знятий документальний фільм 2008 року Low: You May Need a Murderer.
У 2010 році Роберт Плант записав дві пісні Low для включення до свого альбому Band of Joy, «Monkey» і «Silver Rider» з платівки The Great Destroyer. В одному з інтерв'ю Плант сказав про The Great Destroyer: «Це чудова музика; вона завжди була в моєму домі, грала на виїзді поруч із Джеррі Лі Льюїсом і Гавліном Вулфом, розумієте. У ній є місце для всього.» Подейкують, що Плант познайомився з музикою Low через гітарист і продюсера Бадді Міллера; Міллер працював з Low в минулому і грав на гітарі у Band of Joy.

## Особисті життя
Джордж Алан Спархок (1968 або 1969 р.н.) і Мімі Джо Паркер (1967—2022) вперше зустрілися під час навчання в початковій школі в маленькому містечку за межами Беміджи, штат Міннесота. Вони одружилися і переїхали до Дулута, де створили гурт. У них народилося двоє дітей, Холліс і Сайрус, вони є членами Церкви Ісуса Христа Святих останніх днів, про яку Спархок казав: «Наші духовні переконання охоплюють все наше життя і розуміння того, хто ми є і що ми робимо». До переїзду в Міннесоту у віці дев'яти років Спархок жив в Сієтлі.
Спархок займався благодійністю з племенем Масаї в Кенії. Після того, як його друг став другом села Намунча, він зіграв різдвяну виставу, щоб зібрати кошти на будівництво там школи, де раніше учні збиралися на вулиці в тіні. Він називає досвід відвідин Масаїв одним з найбільш духовних у своєму житті.
Паркер померла 5 листопада 2022. У грудні 2020 у неї діагностували рак, але вона не розголошувала про свою хворобу до наступного літа, коли гурт був змушений скасувати кілька концертів. Окрім Спархока, у неї залишилися діти Холліс і Сайрус, мати та сестри Сінді Елам і Ванда Ларсон.
Про її смерть повідомив офіційний акаунт гурту у Twitter 6 листопада, написавши наступне повідомлення: «Друзі, важко описати всесвіт мовою і в короткому повідомленні, але вона померла минулої ночі, оточена сім'єю і любов'ю, в тому числі і вашою. Зберігайте її ім'я близьким і священним. Поділіться цим моментом з кимось, хто потребує. Любов — це справді найважливіша річ».

## Сайд-проєкти
Low володіє лейблом Chairkickers' Union, на якому видає матеріал інших музикантів, таких як Rivulets і Хейлі Бонар, а також деякі свої власні записи. Спархок особливо активний на невеликій, але яскравій незалежній музичній сцені Дулута; він керує студією звукозапису в місті, в освяченій церкві, яка природно забезпечує пишну реверберацію, характерну для звучання Low. Лейбл Chairkickers пропонує ще один вихід для музикантів з Дулута, оскільки більшість гуртів на лейблі — з цього міста, або, принаймні, з Міннесоти та прилеглих територій.
Саллі гастролював як басист з групою Dirty Three, а Спархок присвятив багато часу та енергії своєму проєкту Black Eyed Snakes, блюз-рок відродженню, досить далекому від естетики Low. Також Спархок був помічений з іншим сайд-проєктом під назвою The Retribution Gospel Choir. Метт Лівінгстон, який став басистом Low наприкінці 2005 року, також грав у The Retribution Gospel Choir, а згодом його замінив Стів Гаррінгтон. Під час першого туру Retribution (осінь 2005 року) вони грали пісню Low «From Your Place on Sunset».
Як сольний виконавець, Спархок випустив свій дебютний альбом під назвою Solo Guitar у серпні 2006 року. Він також випустив трек на збірці різних виконавців «Songs for the End of the World» як Hollis M. Sparhawk & Her Father, і трек «Be Nice To People With Lice» на збірці різних виконавців «See You on the Moon!». 2007 року він знявся в акустичному відео для Take-Away Show, знятому Вінсентом Муном.
Спархок і Саллі також зробили кілька записів у більш синтезаторному стилі, що нагадує групу Orchestral Manoeuvres in the Dark, під назвою The Hospital People. Найпоширенішим з них був «Crash / We'll Be Philosophers», що вийшов як 7-дюймовий на прозорому вінілі лейблом Duck Suit Records. Спархок і Саллі також грали наживо під назвою The Tooth Fairies, де Саллі грав на барабанах, а Шон Ерспамер — на бас-гітарі; сети Tooth Fairies зазвичай складалися з кавер-версій пісень The Stooges, MC5 і подібних гуртів. Саллі створив кілька робіт, які належать до жанру «графічного роману», а також створив оригінальну обкладинку для першого сольного альбому Девіда Базана (колишнього учасника гурту Pedro the Lion), EP Fewer Moving Parts. Свого часу ходили чутки, що Мімі Паркер заснувала панк-гурт під назвою Rubbersnake, але це був внутрішній жарт з боку гурту.
У квітні 2012 року Low співпрацював з художником Пітером Ліверіджем для їхнього виступу в Королівському фестивальному залі в Лондоні. Low знову співпрацювали з художником для їхнього виступу в лондонському Барбікан-центрі у квітні 2013 року.
У 2011 році Спархок почав співпрацювати зі скрипалькою/вокалісткою з Дулута Гейлінн Леа у гурті The Murder of Crows. Дует грає оригінальні композиції, інструментальні партії та кавери Леа, використовуючи педалі зациклення та урізані аранжування, які створюють моторошне звучання. Їхній перший альбом, Imperfecta, вийшов у червні 2012 року.
Спархок грає в триб'ют-групі Ніла Янга під назвою Tired Eyes.

## Відзнаки і нагороди

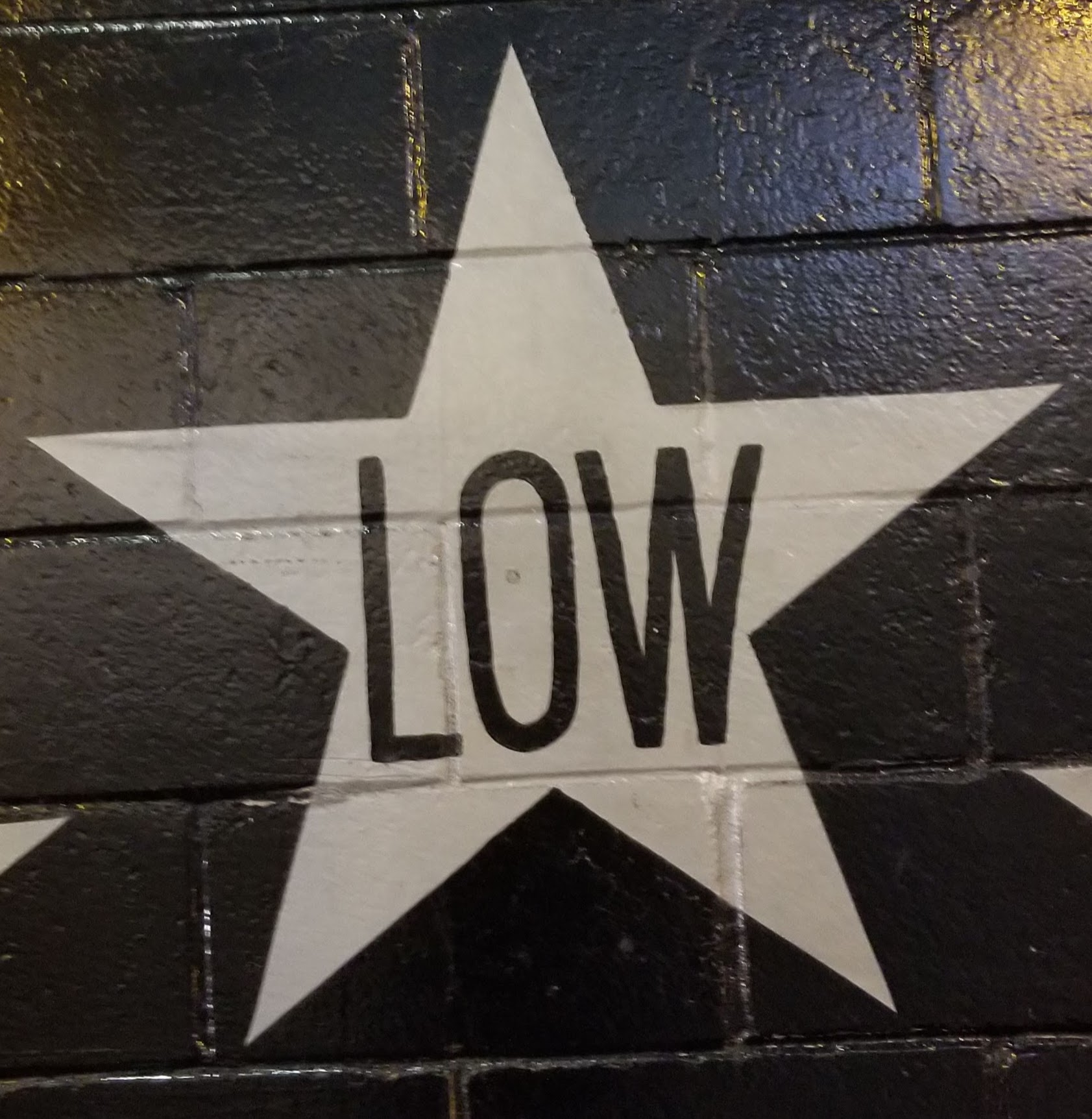
Зірка Low на зовнішньому муралі нічного клубу First Avenue у Міннеаполісі

Гурт був удостоєний зірки на зовнішній стіні нічного клубу First Avenue у Міннеаполісі, якою відзначають виконавців, які відіграли аншлагові концерти або іншим чином продемонстрували значний внесок у культуру культового закладу. За словами журналіста Стіва Марша, отримання зірки «може бути найпрестижнішою публічною нагородою, яку може отримати артист у Міннеаполісі».

## Учасники
- Алан Спархок — вокал, гітара (1993-2022)
- Мімі Паркер — вокал, барабани, перкусія (1993—2022; померла 2022)
- Джон Ніколс — бас-гітара (1993—1994)
- Зак Саллі — бас-гітара (1994—2005)
- Метт Лівінгстон — бас-гітара (2005—2008)
- Стів Гаррінгтон — бас-гітара (2021—2022)
- Ліз Дрейпер — бас-гітара (2021—2022; в турі)

## Дискографія

### Студійні альбоми
- I Could Live in Hope (1994)
- Long Division (1995)
- The Curtain Hits the Cast (1996)
- Secret Name (1999)
- Things We Lost in the Fire (2001)
- Trust (2002)
- The Great Destroyer (2005)
- Drums and Guns (2007)
- C'mon (2011)
- The Invisible Way (2013)
- Ones and Sixes (2015)
- Double Negative (2018)
- Hey What (2021)